# Sterling (Illinois)
Sterling is een plaats (city) in de Amerikaanse staat Illinois en valt bestuurlijk gezien onder Whiteside County.

## Demografie
Bij de volkstelling in 2000 werd het aantal inwoners vastgesteld op 15.451. In 2006 is het aantal inwoners door het United States Census Bureau geschat op 15.347, een daling van 104 (-0,7%).

## Geografie
Volgens het United States Census Bureau beslaat de plaats een oppervlakte van 12,6 km², waarvan 12,1 km² land en 0,5 km² water. Sterling ligt op ongeveer 205 m boven zeeniveau.
Sterling ligt aan de Rock River, een zijrivier van de Mississippi met een lengte van naar schatting 459 kilometer.

## Geboren
- Paul Flory (1910-1985), chemicus en Nobelprijswinnaar (1974)

## Plaatsen in de nabije omgeving
De onderstaande figuur toont nabijgelegen plaatsen in een straal van 20 km rond Sterling.